# Fødevaremærker
Et fødevaremærke er et mærke, som sidder på de forskellige fødevarer, der kan købes. Dette mærke kan indikere, om varen er økologisk og mange andre ting. Se f.eks. Ø-mærket.
| Mad og drikke | Spire Denne artikel om mad og drikke er en spire som bør udbygges. Du er velkommen til at hjælpe Wikipedia ved at udvide den. |